# Rozvodna Opočínek
Rozvodna Opočínek (zkratkou OPO) se nachází u obce Opočínek západně od Pardubic, v okrese Pardubice v Pardubickém kraji. Je jedinou rozvodnou na 220 kV v kraji. Provozuje se v napěťových hladinách 220 a 110 kV.

## Význam
Zásobuje západní část kraje včetně Pardubic. Část 220 kV provozuje ČEPS, a.s, část 110 kV provozuje ČEZ.

## Historie
Rozvodna byla založena v roce 1951. Je nejstarší rozvodnou přenosové soustavy u nás. Do rozvodny byla připojena linka z Výškova. Ve stejné době byla postavena linka ze Sokolnic, zpočátku provozovaná na 110 kV.

## Popis

### Napěťové hodnoty
Rozvodna je provozována v napěťových hodnotách 220 kV a 110 kV. Hladinou 220 kV jsou spojeny rozvodny Čechy Střed a Sokolnice.

### Transformátory
Transformace 220/110 kV je zajištěna dvěma třífázovými transformátory.

### Vedení
Do rozvodny jsou zaústěna následující vedení:

#### Vedení 220 kV – VVN – velmi vysoké napětí
- Jednoduché vedení V202 Čechy Střed – Opočínek
- Jednoduché vedení V203 Opočínek - Sokolnice